# Oxidatie

Natrium en fluor vormen een ionbinding door middel van een redoxreactie. Natrium staat zijn buitenste elektron af aan het fluoratoom. Het natrium wordt geoxideerd en het fluor wordt gereduceerd.

Oxidatie is het scheikundige proces waarbij een stof (de reductor) elektronen afstaat aan een andere stof (de oxidator). Met een oxidatie gaat altijd een reductie gepaard. De afgestane elektronen moeten namelijk opgenomen worden door een oxidator, die zelf dus gereduceerd wordt. De samengang van een oxidatie en een reductie is een redoxreactie.
De term oxidatie is afgeleid van oxygenium (zuurstof). De oudst bekende, natuurlijke oxidatiereacties zijn dan ook alledaagse verschijnselen als verbranding en corrosie, waarbij zuurstof de valentie-elektronen afneemt van respectievelijk koolstof uit bijvoorbeeld hout (waarbij koolstofdioxide wordt gevormd) en van metalen als ijzer (waarbij ijzeroxide of roest wordt gevormd). Oxidatie is echter breder dan chemische reacties met zuurstof. De naam oxidatie wordt inmiddels bij uitbreiding gebruikt voor iedere chemische reactie waarbij elektronen worden afgestaan. Een voorbeeld van oxidatie waar geen zuurstof aan te pas komt is die van tweewaardig (Fe2+) naar driewaardig ijzer (Fe3+):
{\displaystyle {\ce {Fe^2+ -> Fe^3+ + e^-}}}
Fe2+ is hier de reductor. Het staat één elektron af en wordt daarbij geoxideerd tot Fe3+.

## Roesten en corrosie

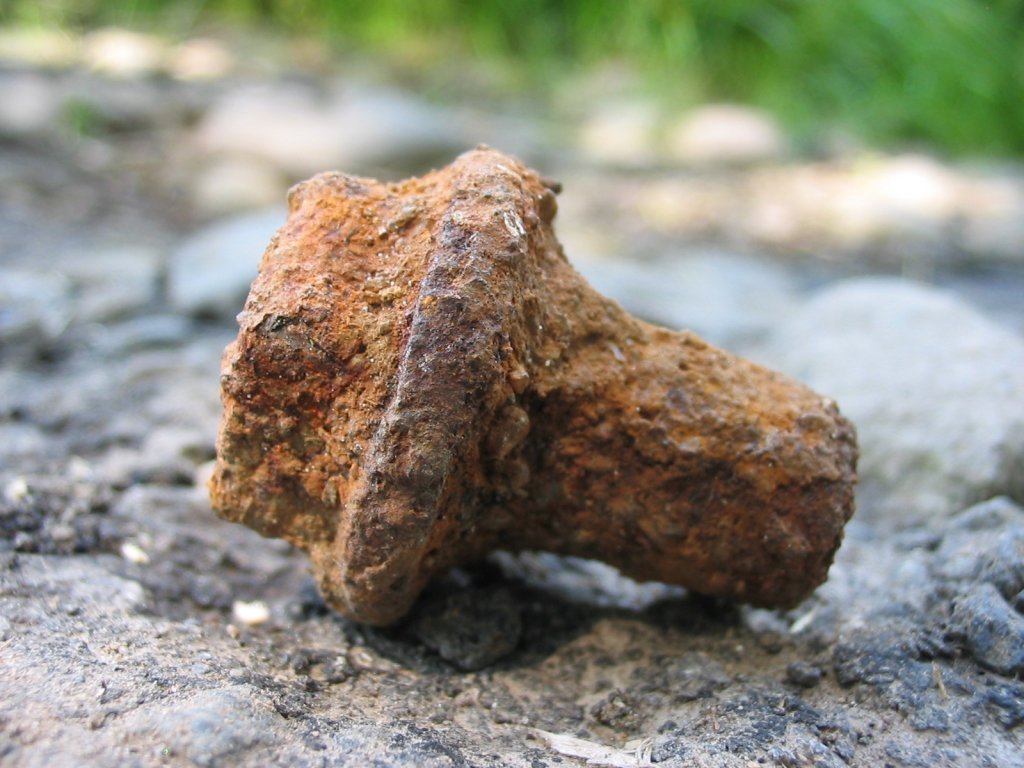
IJzer(III)oxide of roest, bestaande uit ijzer(III)oxides Fe_{2}O_{3}·nH_{2}O en ijzer(III)hydroxide (FeO(OH), Fe(OH)_{3}), vormt zich wanneer zuurstof reageert met metalen.

Zuurstof is een zeer elektronegatief element, en is daardoor een krachtige oxidator: het trekt gemakkelijk de elektronen aan van andere stoffen of elementen. In verschillende alledaagse redoxreacties is zuurstof de elektronenacceptor. Van dit feit is de term oxidatie dan ook ontleend. 
Een bekend voorbeeld van een oxidatiereactie is roesten. Met roesten wordt in het dagelijks taalgebruik de reactie van ijzer met zuurstof bedoeld. Roesten is een vorm van corrosie: de oxidatie van een metalen voorwerp dat daardoor minder bruikbaar wordt.
{\displaystyle {\ce {4Fe + 3O2 -> 2Fe2O3}}}  (roesten/corrosie)
{\displaystyle {\ce {2Cu + O2 -> 2CuO}}}  (corrosie)
Door oxidatie neemt het oxidatiegetal van de geoxideerde stof of reductor toe: een geoxideerde stof wil zijn afgestane elektronen terug. Het oxidatiegetal van de (gereduceerde) oxidator neemt navenant af.

## Oxidatie in de organische chemie
In de organische chemie levert de stapsgewijze oxidatie van een koolwaterstof water op en achtereenvolgens een alcohol, een aldehyde of keton, een carbonzuur en ten slotte een peroxycarbonzuur (perzuur). Deze stappen kunnen soms niet allemaal doorgaan. Dit verschil is te wijten aan het aantal waterstofatomen aan het koolstofatoom dat onmiddellijk aan de hydroxylgroep gebonden is. Verder speelt ook het type oxidator een belangrijke rol: sommige oxidatoren zijn zeer krachtig en laten directe oxidatie tot het carbonzuur toe (zoals het Jones-reagens), terwijl andere enkel oxidatie tot het aldehyde of keton toelaten (zoals Dess-Martin-perjodinaan).
Een primair alcohol zal via een aldehyde uiteindelijk naar een carbonzuur en zelfs een peroxycarbonzuur gaan. Een secundair alcohol zal uiteindelijk een keton vormen. Een tertiair alcohol zal meestal niet reageren. Onder bepaalde omstandigheden kan een organisch peroxide gevormd worden, of kan een omlegging van het koolstofskelet bekomen worden (bijvoorbeeld de Babler-oxidatie).

## Biochemie
Oxidatie is een belangrijk proces in de biochemie, vooral bij aerobe organismen die zuurstof nodig hebben voor hun stofwisseling. Tijdens de celademhaling wordt glucose in een reeks stappen afgebroken, waarbij het uiteindelijk geoxideerd wordt tot koolstofdioxide en water. In dit proces worden elektronen van glucose overgedragen op de energiedragers NAD+ en FAD, die hierdoor gereduceerd worden tot NADH en FADH2. Deze moleculen geven hun elektronen vervolgens af aan de elektronentransportketen in de mitochondriën, waarin uiteindelijk ATP wordt geproduceerd — de energieleveraar van de cel. De elektronentransportketen eindigt met zuurstof (O2), de terminale elektronenacceptor.
Fotosynthese, dat in planten, algen en sommige bacteriën plaatsvindt, is in wezen het omgekeerde proces van celademhaling. Tijdens de lichtreacties van de fotosynthese wordt water geoxideerd tot zuurstof onder invloed van energie uit zonlicht. In de daaropvolgende Calvincyclus (donkerreactie) wordt koolstofdioxide uit de lucht gereduceerd tot glucose. In biochemische reacties is oxidatie vaak te herkennen aan het verlies van waterstofatomen of aan het opnemen van zuurstofatomen:
{\displaystyle {\ce {C6H12O6 + NAD+ -> 2NADH + 2H+ + 2C3H4O3}}}

## Bodemkunde
Oxidatie en reductie zijn belangrijke processen in de bodemkunde. De inklinking van veengronden door ontwatering gaat gewoonlijk gepaard met oxidatie, dat is de biologische afbraak van het veenoppervlak onder invloed van aerobe bacteriën. Deze bacteriën oxideren de, in drooggevallen, zuurstofrijk organisch veenmateriaal aanwezige, koolstof voor hun energievoorziening, waarbij koolstofdioxide vrijkomt.